# Johnny Guarnieri
Johnny Guarnieri (* 23. März 1917 in New York City als John Albert Guarnieri; † 7. Januar 1985 in Livington, New Jersey) war ein US-amerikanischer Pianist und Komponist des Swing.

## Leben und Wirken
Johnny Guarnieri hörte mit 15 Jahren Fats Waller und begann seine Profikarriere zwei Jahre später, als er mit den Bands von George Hall, Eddie Farley und Mike Riley auf Tourneen ging. Bekannt wurde er schließlich durch seine Arbeit in den Big Bands von Benny Goodman (1939, 1941), Artie Shaw (1940, 1941/42) und Tommy Dorsey (1942–43). In seinen Pianostil flossen Elemente klassischer Musik, etwa von Domenico Scarlatti und Beethoven, ein.
Während der 1940er Jahre war Guarnieri ein viel beschäftigter Sideman und an Schallplatten-Einspielungen von beispielsweise Cozy Cole, Ike Quebec, Charlie Kennedy, Hank D’Amico, Louis Armstrong und Ben Webster beteiligt. Er leitete auch eine Formation unter eigenem Namen, die Johnny Guarnieri Swing Men und nahm mit ihr für das Savoy Label und für Continental auf; in der Gruppe spielten auch Lester Young, Hank D’Amico, Billy Butterfield und Cozy Cole. Er leitete auch ein Trio in den 1940er Jahren, dem Slam Stewart und Sammy Weiss angehörten und das ebenfalls für Savoy aufnahm. In dieser Zeit entstanden auch Solo-Piano- und Trio-Aufnahmen für das kurzlebige Majestic-Label.
Im Jahr 1949 nahm Guarnieri ein Album mit June Christy auf, June Christy & The Johnny Guarnieri Quintet. Guarnieri arbeitete weiterhin als Sideman und auch als Studiomusiker für den Sender NBC in Kalifornien. In späteren Jahren war er vor allem als Komponist und Musiklehrer tätig (er hatte behauptet, zeit seines Lebens 5000 Kompositionen geschrieben zu haben). 1961 hatte er einen TV-Auftritt an der Seite von Coleman Hawkins und Roy Eldridge. In den 1970er Jahren nahm Guarnieri noch eine Reihe von Alben auf seinem eigenen Label „TazJazz“ auf, tourte durch Europa und trat bis 1982 im Nachtclub „Tail of the Cock“ in Studio City (Los Angeles) auf. Er starb während eines Auftritts mit Dick Sudhalter.
Laut Aussagen von Zeitgenossen insbesondere aus den vierziger Jahren war Guarnieri ein musikalisches „Chamäleon“, insofern er meisterhaft den Stil jedes beliebigen bekannten Jazzpianisten von (u. a.) Fats Waller über Art Tatum bis zu Count Basie kopieren konnte (etwas, was später ebenso zum Beispiel auf Dick Hyman zutraf). Bei seinen älteren Aufnahmen spielt er meist einen notenmäßig sparsamen Stil, weshalb er wohl häufig – etwa auf Platten von Lester Young – als „Basie-Stellvertreter“ eingesetzt wurde. In anderen musikalischen Umgebungen – beispielhaft seine Aufnahmen mit dem Posaunisten Vic Dickenson – bevorzugt er einen orchestraleren Stil, der an Earl Hines erinnert, allerdings etwas ragtime-orientierter, mit weniger stark ausgeprägter trompetenartiger Melodieführung in der rechten Hand.
In den Combo-Aufnahmen mit Musikern der Artie Shaw Big Band führte Guarnieri als einer der ersten das Cembalo in den Jazz ein.

## Diskographische Hinweise
- Johnny Guarnieri 1944-1946 (Classics) mit Billy Butterfield, Hank D’Amico, Lester Young, Don Byas, Dexter Hall, Billy Taylor, Slam Stewart, Bob Haggart, Cozy Cole, J. C. Heard
- Johnny Guarnieri 1946-1947 (Classics) mit Trigger Alpert, Tony Mottola, Bob Haggart, Cozy Cole, Morey Feld, Leo Guarnieri, Rosemary Calvin
- Guarnieri Steelin'  Apples (TazJazz, 1978 live im Pasadena City College aufgenommen)